# Christian Fronsdal
Christian Fronsdal (eigentlich Frønsdal; * 1931) ist ein aus Norwegen stammender US-amerikanischer theoretischer Physiker.

## Leben
Fronsdal wurde 1957 an der University of California, Los Angeles (UCLA) bei Robert Finkelstein promoviert (On the Theory of Higher Spin Fields, with Application to Fermi Decay). Danach war er am CERN und ab den 1960er Jahren an der UCLA, wo er Professor wurde. Er organisierte Anfang der 1960er Jahre zwei internationale Schulen für theoretische Physik in Bergen, wo er auch Anfang der 1950er Jahre studierte.
Er beschäftigt sich mit Elementarteilchenphysik (zum Beispiel Regge-Pol-Theorie in den 1960er Jahren), Gravitation, Quantenfeldtheorie (zum Beispiel von masselosen Teilchen, in gekrümmten Raumzeiten), mathematischer Physik. Mit Moshé Flato, Daniel Sternheimer, Francois Bayen und André Lichnerowicz führte er 1978 die Deformierungs-Quantisierung ein.
Fronsdal beschäftigte sich ausführlich mit Singletons. Das sind von Paul Dirac als fundamentale Darstellungen der Gruppe SO (3,2) eingeführte Felder speziell in Anti-de-Sitter-Räumen (AdS-Räume), wo sie nach den Untersuchungen von Fronsdal auf dem dreidimensionalen Rand der AdS-Raumzeit beheimatet sind. 1988 tauchten sie auch in Supermembran Theorien der S7-Kompaktifizierung (7-dimensionale Sphäre) der Supergravitation von 11 Dimensionen zu 4 Dimensionen nach Michael Duff, Eric Bergshoeff, Ergin Sezgin auf, wo sie Teilchen auf dem Worldsheet der „Supermembran am Ende des Universums“, dem dreidimensionalen Rand der vierdimensionalen Raumzeit, sind. Nach dem holografischen Prinzip bestimmen sie die Physik im Volumen der Raumzeit.
1959 entdeckte er unabhängig von Martin Kruskal (wie auch George Szekeres 1961 und David Finkelstein) die Kruskal-Koordinaten in der Schwarzschild-Lösung der Allgemeinen Relativitätstheorie. Kruskal selbst fand diese schon Mitte der 1950er Jahre, zeigte sie John Archibald Wheeler, der ihre Bedeutung aber erst später erkannte und 1959 darüber vortrug.

## Schriften
- Herausgeber: Essays on Supersymmetry, Reidel/Kluwer 1986
- Herausgeber: The Many Body Problem (First Bergen International School of Physics 1961), Benjamin, New York 1962
- Herausgeber: Weak interactions and topics in dispersion physics (2. Bergen International School of Physics 1962), Benjamin 1963
- mit Flato und Kimball Milton gab er auch Ausgewählte Werke von Julian Schwinger heraus, der wie er Professor an der UCLA war.